# Reparaciones de la Segunda Guerra Mundial

División de Alemania a partir de la Conferencia de Potsdam, con el territorio de color crema cedido como forma de reparación a Polonia y la Unión Soviética.

Las Reparaciones de la Segunda Guerra Mundial fueron una serie de compensaciones e indemnizaciones impuestas después de la Segunda Guerra Mundial, tanto para Alemania Occidental como para Alemania Oriental se vieron obligados a pagar reparaciones de guerra a los gobiernos aliados, según la Conferencia de Potsdam. Otras naciones del  Eje se vieron obligadas a pagar reparaciones de guerra según los Tratados de Paz de París del año 1947.

## Primeras  propuestas
Un plan temprano para una Alemania de posguerra fue el plan Morgenthau con términos que esencialmente habrían transformado a Alemania en una sociedad agraria. El plan francés Monnet habría transferido el área del Ruhr a Francia. Esta posición fue completamente modificada por el Acuerdo de Londres sobre deudas externas alemanas, también conocido como el Acuerdo de deuda de Londres (en alemán: Londoner Schuldenabkommen) del año 1953.

## Destinatarios

### Grecia

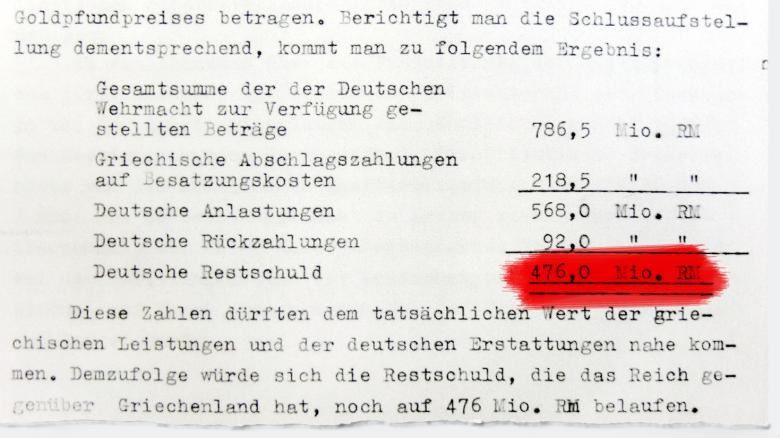
Extracto de Akte R 27320, página 114 (archivo político del Ministerio Federal de Relaciones Exteriores de Alemania)

Como resultado de la ocupación nazi alemana, gran parte de Grecia fue sometida a una enorme destrucción de su industria (80% de la cual fue destruida), infraestructura (28% destruida), puertos, carreteras, ferrocarriles y puentes (90%), bosques y otros recursos naturales (25%) y pérdida de vidas civiles (7.02–11.17% de sus ciudadanos). El régimen nazi que lo ocupaba obligó a Grecia a pagar el costo de la ocupación nazi en el país y las materias primas y alimentos necesarios para las fuerzas de ocupación, creando las condiciones para la Gran Hambruna. Además, en 1942, el régimen central nazi obligó al Banco Central griego a prestar 476 millones de Reichsmarks con un 0% de interés a la Alemania nazi.
Después de la guerra, en 1960, Grecia aceptó 115 millones de marcos de Alemania Occidental como compensación por los crímenes nazis. Sin embargo, los gobiernos griegos anteriores han insistido en que esto era solo un pago inicial, no reparaciones completas. En 1990, inmediatamente antes de la reunificación alemana, Alemania Occidental y Alemania Oriental firmaron el Acuerdo Dos Más Cuatro con los antiguos países aliados de la Unión Soviética, los Estados Unidos, el Reino Unido y Francia, pero no Grecia. Desde entonces, Alemania ha insistido unilateralmente en que todos los asuntos relacionados con la Segunda Guerra Mundial, incluidas las reparaciones adicionales a Grecia, están cerrados. El 8 de febrero de 2015, el Primer Ministro griego, Alexis Tsipras, exigió que Alemania pagara las reparaciones completas a Grecia.. El 6 de abril de 2015, Grecia evaluó que las reparaciones de guerra eran equivalentes a 279 mil millones de euros. Alemania respondió que la cuestión de las reparaciones se resolvió en el año 1990.

### Israel y Judíos, en general
Alemania Occidental pagó reparaciones a Israel a pesar de que no era un estado durante la Segunda Guerra Mundial, y Alemania nunca ocupó o atacó su territorio, y al Congreso Judío Mundial por bienes judíos confiscados bajo las leyes de Nuremberg, el trabajo forzado y la persecución. Sin embargo, no se pagaron reparaciones por los judíos asesinados durante el Holocausto.

### Los Países Bajos
Los Países Bajos exigieron reparaciones, pero luego desearon anexar una gran parte del territorio alemán. Finalmente se anexaron 69 km² en 1949, comprados por Alemania Occidental en 1960.

### Polonia
Como consecuencia de la agresión de la Alemania nazi, gran parte de Polonia fue sometida a una enorme destrucción de su industria (62% de la cual fue destruida), su infraestructura (84%) y la pérdida de vidas civiles (16.7% de sus ciudadanos durante la guerra). La recompensa material en que incurrió Alemania se estimó en aproximadamente 1.500 millones de euros a los valores de intercambio del año 2006.
El 23 de agosto de 1953, el gobierno polaco anunció que renunciaría unilateralmente a su derecho a reparaciones de guerra de la Alemania Oriental el 1 de enero de 1954, con la excepción de las reparaciones por opresión y atrocidades nazis. Alemania Oriental, a su vez, tuvo que aceptar la frontera Oder-Neisse, que otorgó alrededor de un cuarto de Alemania en sus fronteras de 1937 a Polonia y Rusia. Alemania occidental no había pagado reparaciones a los beneficiarios no judíos por el daño infligido en Polonia. En 1972, Alemania Occidental pagó una compensación a los polacos sobrevivientes que fueron víctimas de experimentos pseudomédicos en varios campos nazis durante la Segunda Guerra Mundial. El acuerdo de Gierek - Schmidt firmado en 1975 en Varsovia estipuló que se pagarán 1.300 millones de marcos alemanes a los polacos que, durante la ocupación nazi, habían ingresado al sistema de seguridad social de Alemania sin recibir una pensión.
Después de la reunificación alemana en 1990, Polonia exigió nuevamente reparaciones, como reacción a las reclamaciones hechas por las organizaciones alemanas de refugiados que exigían una compensación por la propiedad y la tierra recuperada por el nuevo estado polaco del que fueron deportadas por la fuerza como una estipulación del Acuerdo de Potsdam y las mencionadas anteriormente, la Frontera Oder-Neisse. En 1992, la Fundación para la Reconciliación polaco-alemana fue fundada por los gobiernos polaco y alemán, y como resultado, Alemania pagó a los pacientes polacos ca. 4,7 mil millones de PLN. Entre 1992 y 2006, Alemania y Austria pagaron conjuntamente una indemnización a las víctimas polacas y no judías del trabajo esclavo en la Alemania nazi y también a los huérfanos polacos y los niños obligados a trabajar. El Fondo Suizo para las Víctimas del Holocausto pagaba una indemnización en los años 1998-2002 por los judíos polacos y los romaníes polacos que son víctimas de la Alemania nazi. Hay un debate en curso entre los expertos en derecho internacional polacos sobre si Polonia todavía tiene el derecho de exigir reparaciones de guerra, y muchos anticomunistas argumentan que la declaración de 1954 no fue legal ya que Polonia supuestamente no era un estado soberano.
La cuestión de las reparaciones surgió nuevamente en 2017 con comentarios hechos por parte de funcionarios del gobierno polaco del partido político Ley y Justicia. Según una declaración hecha por el gobierno alemán sobre el tema, la cuestión de las reparaciones se resolvió en 1953, ya que Polonia se negó a recibir pagos de Alemania. Esta afirmación está siendo contrarrestada por los comentaristas polacos, afirmando que el entonces gobierno polaco estaba bajo control y una fuerte presión de la Unión Soviética y que su negativa de 1953 no es vinculante.
```
En mi opinión, Polonia tiene derecho a esto (reparaciones) y el Estado polaco tiene derecho a solicitarlos.
```

- Beata Szydlo, Primer Ministro de Polonia
```
Polonia renunció a las reparaciones en 1953 y desde entonces lo ha confirmado repetidamente. No hay razón para cuestionar la efectividad de la renuncia de 1953.
```

- Steffen Seibert, portavoz de Angela Merkel, Canciller de Alemania
Jarosław Kaczyński, líder del partido Ley y Justicia, ha estado haciendo comentarios sobre el tema de las reparaciones desde que los mencionó. Sigmar Gabriel, Ministro de Relaciones Exteriores de Alemania, rechazó nuevamente el tema de las reparaciones en nombre del gobierno alemán.

### Yugoslavia
La República Federativa Socialista de Yugoslavia recibió un valor de US $ 36 millones en equipos industriales de las fábricas alemanas desmanteladas. Alemania Occidental también pagó 8 millones de marcos alemanes como reparaciones por la experimentación humana forzada en ciudadanos yugoslavos.

### Unión Soviética
La Unión Soviética obtuvo la prospera ciudad de Kaliningrado, además de algunas compensaciones económicas de efectivos industriales del eje, y control marítimo al norte de Japón con muchas islas incluyendo las islas Kuriles.

### Otros países
- Checoslovaquia
- Dinamarca
- Reino Unido o países de la Commonwealth
- Noruega
- Finlandia
- Austria
- Luxemburgo
- Bélgica

## Otras formas de pago
Según la Conferencia de Yalta, ninguna reparación a los países aliados se pagará en dinero. En cambio, gran parte de este valor consistía en activos industriales alemanes, así como trabajo forzado para Rusia.

### Anexión de territorios
La Unión Soviética se anexionó los territorios alemanes al este del Oder-Neisse, lo que llevó a la expulsión de 12 millones de alemanes. Estos territorios se incorporaron a la Polonia comunista y a la Unión Soviética respectivamente y se reasentaron con ciudadanos de estos países. En el caso de la Polonia comunista, la mayoría de los colonos eran personas expulsadas de los territorios del este de Polonia anexados por la Unión Soviética.
Francia controló el protectorado del Sarre desde 1947 hasta 1956, con la intención de utilizar sus depósitos de carbón y posiblemente anexionar la región a Francia de forma permanente. Las mismas minas habían estado bajo control francés desde el final de la Primera Guerra Mundial hasta 1935. Tras los resultados de un plebiscito, Francia tuvo que renunciar a su control de la región del Sarre el 1 de enero de 1957, sin embargo, continuó extrayendo carbón de la zona y sus minas hasta 1981.
Los Países Bajos anexionaron aproximadamente 69 km² de territorio alemán en 1949, casi la totalidad de los cuales fueron devueltos al Gobierno de Alemania Occidental en 1957. En virtud del tratado holandés-alemán celebrado en La Haya el 8 de abril de 1960, Alemania Occidental aceptó pagar a los Países Bajos la suma de 280 millones de marcos alemanes en compensación por la devolución.

### Desmantelamiento de industrias
Al comienzo de la ocupación, los aliados comenzaron a desmantelar los restos de las industrias alemanas. Los aliados occidentales más tarde abandonaron este plan en favor del Plan Marshall.

### Propiedad intelectual
Los aliados confiscaron valores significativos de patentes alemanas, derechos de autor y marcas registradas.

### El trabajo forzado
Se utilizaron muchos efectivos alemanes como prisioneros de guerra trabajadores para la Unión Soviética, el trabajo forzado de los alemanes en la Unión Soviética y el trabajo forzado de los alemanes después de la Segunda Guerra Mundial fue un hecho normal.